# Joe Rodon
Joseph Peter „Joe“ Rodon (* 22. Oktober 1997 in Llangyfelach, Swansea) ist ein walisischer Fußballspieler, der als Leihspieler von Tottenham Hotspur bei Leeds United in der EFL Championship unter Vertrag steht. Er besetzt sowohl im Verein, als auch in der walisischen Nationalmannschaft die Position des Innenverteidigers.

## Karriere

### Verein
Rodon begann im Alter von acht Jahren bei Swansea City, dem einzigen professionellen Verein in der Umgebung seiner Heimatstadt Llangyfelach, mit dem Fußballspielen. Seinen ersten professionellen Vertrag bei den Swans unterzeichnete er im Jahr 2015, rund zehn Jahre nachdem er der Mannschaft beigetreten war. In dieser Saison sammelte er jedoch noch keine Einsatzzeiten in der ersten Mannschaft, sondern spielte für die U-23-Mannschaft in der Premier League 2. Diesen Status behielt er auch in der folgenden Spielzeit bei. Zur Saison 2017/18 übernahm er die Kapitänsbinde in der Reservemannschaft und wurde am 28. Oktober (10. Spieltag) bei der 1:2-Auswärtsniederlage erstmals im Spieltagskader eines Premier-League-Spiels gelistet. Für sein Pflichtspieldebüt reichte es vorerst dennoch nicht.
Am 30. Januar 2018 wechselte er auf Leihbasis zum Viertligisten Cheltenham Town, wo er bis zum Saisonende 2017/18 erste Erfahrungen auf höherem fußballerischen Niveau sammeln sollte. Sein Debüt gab er am 3. Februar (31. Spieltag), als er  beim 1:1-Unentschieden gegen Grimsby Town von Beginn an auf dem Spielfeld stand. In der weiteren Spielzeit kam er auf elf weitere Einsätze und kehrte dann wieder nach Wales zurück.
Swansea musste in der Saison 2017/18 den Abstieg in die zweitklassige EFL Championship antreten und zahlreiche Innenverteidiger verließen in der Folge den Verein. Der neue Cheftrainer Graham Potter musste im Umbruch die gesamte Mannschaft neu aufbauen und davon profitierte unter anderem der Rückkehrer. Bereits am 11. August 2018 (2. Spieltag) gab er beim 1:0-Heimsieg gegen Preston North End sein Pflichtspieldebüt für die erste Mannschaft. Potter gab Rodon in der Folge das Vertrauen und machte ihn zum Stammspieler neben dem Kapitän Mike van der Hoorn. Aus dieser rutschte er zwar Ende Januar 2019 vollständig, kam jedoch in seiner ersten Spielzeit 2018/19 im Kader des Zweitligisten trotzdem zu 27 Ligaeinsätzen. In der folgenden Saison 2019/20 bestritt er auch aufgrund einer Knöchelverletzung, die ihn Monate außer Gefecht setzte, nur 21 Ligaspiele.
Am 16. Oktober 2020 gab der Erstligist Tottenham Hotspur die Verpflichtung von Rodon bekannt, wo dieser einen Fünfjahresvertrag erhielt. Anfang August 2022 verlieh ihn der Verein für die gesamt Saison 2022/23 an den französischen Erstligisten Stade Rennes.
Im August 2023 wurde er an Premier-League-Absteiger Leeds United verliehen.

### Nationalmannschaft
Rodon kam zwischen 2016 und 2018 in zwölf Spielen der walisischen U-20- und U-21-Nationalmannschaft zum Einsatz.
Am 6. September 2019 debütierte er beim 2:1-Heimsieg im Qualifikationsspiel zur Fußball-Europameisterschaft 2021 in der A-Auswahl. Für die EM 2021 wurde er in den walisischen Kader berufen.